# 好きになって、よかった
「好きになって、よかった」（すきになって、よかった）は、1993年7月21日にポニーキャニオン/SEE・SAWから発売された加藤いづみ7枚目のシングル楽曲である。

## 概要
- フジテレビのドラマ『悪魔のKISS』の挿入歌に使われた。
- 加藤の代表曲としてテレビの歌番組などで披露している[2]。
- ドラマの放送から2年後に、雪印乳業『雪印つぶよりフルーツヨーグルト』のCMソングとして使われた。

## 収録曲
作詞・作曲・編曲：高橋研 　
1. 好きになって、よかった
2. 彼がやって来る
3. 好きになって、よかった（オリジナル・カラオケ）

## カバー
好きになって、よかった
- 小島奈津子 - 1996年7月19日発売のフジテレビアナウンサーによるJ-POPのカバーアルバム『才色兼備』でカバーした。
- Springs - 2003年3月26日発売のアルバム『Springs Super Best』でカバーした。
- 萩原雪歩（落合祐里香） - ゲーム『THE IDOLM@STER』の企画アルバムで2007年10月3日に発売された『THE IDOLM@STER MASTER ARTIST 09 萩原雪歩』でカバー[3]した。
- HI-PRIX - 2009年8月26日発売の『涙色〜好きになって、よかった〜』でサンプリングに使用された。
- 星野みちる - 2012年11月14日発売のアルバム『Bitter & Sweet』でカバーした。
- ダイアナ・ガーネット - 2013年11月27日発売のアルバム『COVER☆GIRL』でカバーした。